# Збоншинь (гміна)
Гміна Збоншинь (пол. Gmina Zbąszyń) — місько-сільська гміна у північно-західній Польщі. Належить до Новотомиського повіту Великопольського воєводства.
Станом на 31 грудня 2011 у гміні проживало 13565 осіб.

## Територія
Згідно з даними за 2007 рік площа гміни становила 179.77 км², у тому числі:
- орні землі: 38.00%
- ліси: 50.00%

Таким чином, площа гміни становить 17.77% площі повіту.

## Населення
Станом на 31 грудня 2011:
| Опис     | Загалом | Загалом | Чоловіки | Чоловіки | Жінки | Жінки |
| -------- | ------- | ------- | -------- | -------- | ----- | ----- |
| одиниця  | осіб    | %       | осіб     | %        | осіб  | %     |
| все      | 13565   | 100     | 6589     | 48.57    | 6976  | 51.43 |
| міське   | 7215    | 100     | 3440     | 47.68    | 3775  | 52.32 |
| сільське | 6350    | 100     | 3149     | 49.59    | 3201  | 50.41 |

## Сусідні гміни
Гміна Збоншинь межує з такими гмінами: Бабімост, Збоншинек, Медзіхово, Новий Томишль, Седлець, Тшцель.